# Согоръягун
Согоръягун (устар. Согор-Ягун) — река в России, протекает по Сургутскому району Ханты-Мансийского АО. Устье реки находится в 19 км от устья протоки Курты-Инг Большого Югана по левому берегу. Длина реки составляет 71 км, площадь водосборного бассейна — 521 км².

## Притоки
(указано расстояние от устья)
- 3 км: река без названия (лв)
- 31 км: Ай-Согоръягун (лв)

## Данные водного реестра
По данным государственного водного реестра России относится к Верхнеобскому бассейновому округу, водохозяйственный участок реки — Обь от города Нефтеюганск до впадения реки Иртыш, речной подбассейн реки — Обь ниже Ваха до впадения Иртыша. Речной бассейн реки — (Верхняя) Обь до впадения Иртыша.
Код объекта в государственном водном реестре — 13011100212115200049004.